# 195-я танковая бригада
195-я  танковая бригада  — танковая бригада Красной армии в годы Великой Отечественной войны.
Сокращённое наименование — 195 тбр.

## Боевой и численный состав
Бригада сформирована по штатам №№ 010/345-010/352 от 15.02.1942 г.:
- Управление бригады [штат № 010/345]
- 424-й отд. танковый батальон [штат № 010/346]
- 425-й отд. танковый батальон [штат № 010/346]
- 3-й отдельный мотострелково-пулеметный батальон [штат № 010/347]
- Противотанковая батарея [штат № 010/348]
- Зенитная батарея [штат № 010/349]
- Рота управления [штат № 010/350]
- Рота технического обеспечения [штат № 010/351]
- Медико-санитарный взвод [штат № 010/352]

## Подчинение
Периоды вхождения в состав Действующей армии:
- с 25.05.1942 по 15.07.1942 года.
- с 22.08.1942 по 18.09.1942 года.
- с 01.01.1943 по 17.03.1943 года.
- с 14.07.1943 по 26.07.1943 года.

| Дата            | Фронт (округ)            | Армия                          | Корпус               | Дивизия | Бригада | Примечания |
| --------------- | ------------------------ | ------------------------------ | -------------------- | ------- | ------- | ---------- |
| 01.04.1942 года | Московский военный округ |                                |                      |         |         |            |
| 01.05.1942 года | Московский военный округ |                                |                      |         |         |            |
| 01.06.1942 года | Ленинградский фронт      |                                |                      |         |         |            |
| 01.07.1942 года | Волховский фронт         |                                |                      |         |         |            |
| 01.08.1942 года | Московский военный округ |                                |                      |         |         |            |
| 01.09.1942 года | Западный фронт           | 3-я танковая армия             | 15-й танковый корпус |         |         |            |
| 01.10.1942 года | РВГК                     | 3-я танковая армия             | 15-й танковый корпус |         |         |            |
| 01.11.1942 года | РВГК                     | 3-я танковая армия             | 15-й танковый корпус |         |         |            |
| 01.12.1942 года | РВГК                     | 3-я танковая армия             | 15-й танковый корпус |         |         |            |
| 01.01.1943 года | Воронежский фронт        | 3-я танковая армия             | 15-й танковый корпус |         |         |            |
| 01.02.1943 года | Воронежский фронт        | 3-я танковая армия             | 15-й танковый корпус |         |         |            |
| 01.03.1943 года | Юго-западный фронт       | 3-я танковая армия             | 15-й танковый корпус |         |         |            |
| 01.04.1943 года | РВГК                     |                                | 15-й танковый корпус |         |         |            |
| 01.05.1943 года | Московский военный округ |                                | 15-й танковый корпус |         |         |            |
| 01.06.1943 года | РВГК                     | 3-я гвардейская танковая армия | 15-й танковый корпус |         |         |            |
| 01.07.1943 года | РВГК                     | 3-я гвардейская танковая армия | 15-й танковый корпус |         |         |            |

## Командиры

### Командиры бригады
- Полозков Василий Иудович, полковник (формировал бригаду). врио, 00.03.1942 - 08.07.1942 года.
- Леви Семён Васильевич, полковник, ид, 00.07.1942 - 28.07.1942 года.
- Леви Семён Васильевич, полковник, 28.07.1942 - 15.06.1943 года.[1]
- Ломакин Василий Андреевич, полковник (22.07.1943 погиб в бою), 15.06.1943 - 22.07.1943 года.[2]

### Начальники штаба бригады
- Ющенко Пётр Иванович, майор. 00.05.1942 - 00.09.1942 года.[3]
- Привалов Фёдор Никитович, майор, 00.04.1943 - 00.06.1943 года.[4]

### Начальник политотдела, заместитель командира по политической части
- Беляев Александр Яковлевич, батальон. комиссар. 09.03.1942 - 28.07.1942 года.
- Дмитриев Александр Павлович, батальон. комиссар, с 08.12.1942 майор, 28.07.1942 - 24.03.1943 года.
- Киселюк Фёдор Ильич, майор, 24.03.1943 - 16.06.1943 года.
- Болдырев Валериан Абрамович, подполковник, 16.06.1943 - 26.07.1943 года.

## Отличившиеся воины
| Награда | Ф. И.О                     | Звание                        | Должность | Дата награждения | Примечания |
| ------- | -------------------------- | ----------------------------- | --------- | ---------------- | ---------- |
|         | Ломакин, Василий Андреевич | командир 195 танковой бригады | полковник | 04.07.1944 г.    |            |